# Rue du Logiciel-Libre

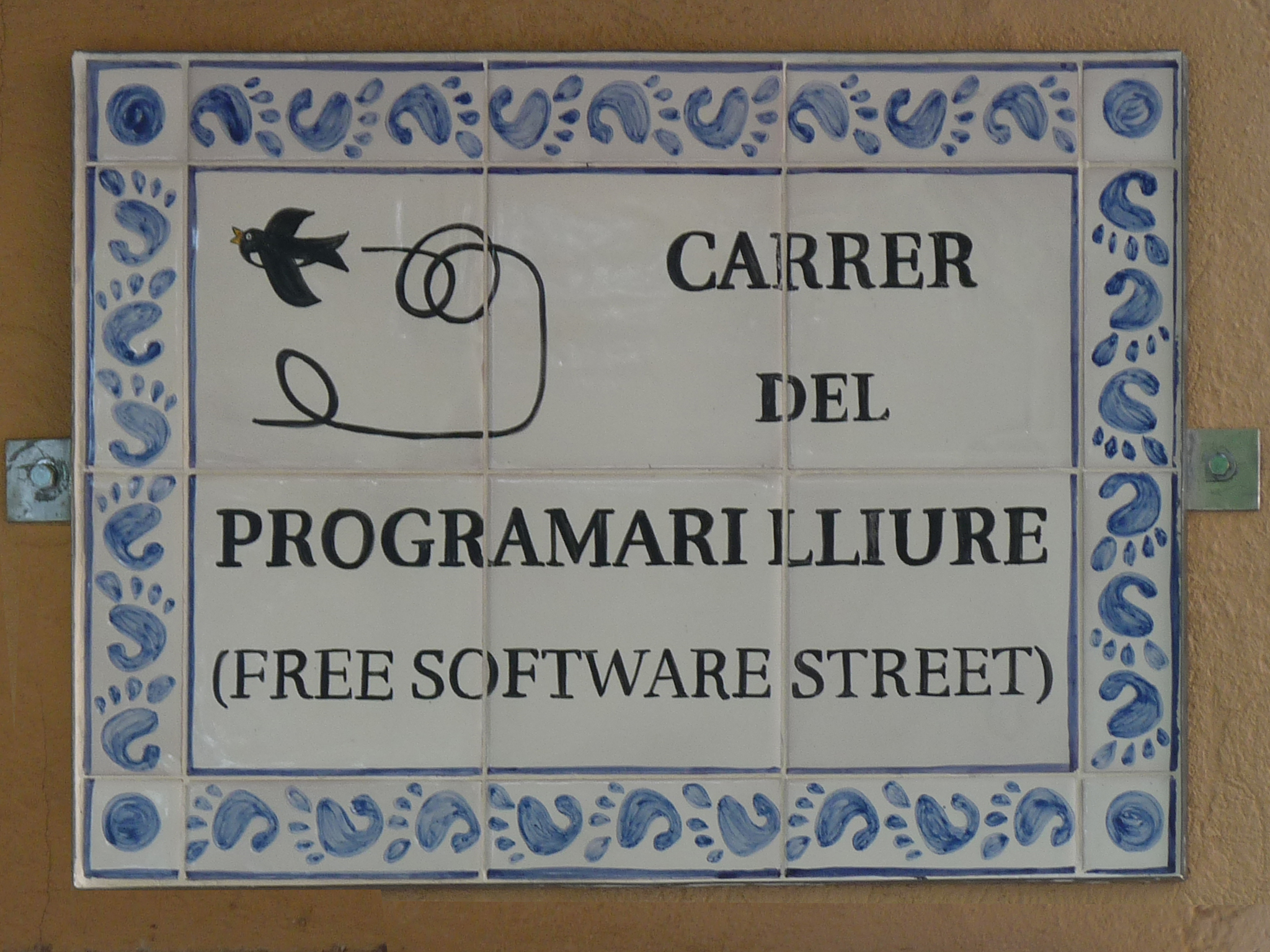
Plaque de la rue du logiciel libre.

La rue du Logiciel-Libre (en catalan : Carrer del Programari Lliure) est une rue de 300 mètres dans la ville de Berga, de la province de Barcelone (Espagne). Elle relie directement les coordonnées géodésiques (42.097168° N ; 1.841567° W) et (42.096138° ; 1.839265° W) et a été officiellement inaugurée par Richard Stallman le fondateur de la Free Software Foundation le 3 juillet 2010.

## Histoire
Au mois de juin 2009, Albert Molina, Xavier Gassó et Abel Parera préparaient les actions pour la première conférence sur les logiciels libres à Berga et après la conférence ils ont demandé au conseil municipal de nommer une rue en l'honneur des logiciels libres.
En janvier 2010, pendant la préparation de la conférence ayant lieu en 2010, Albert Molina et Xavier Gassó ont essayé de contacter les décideurs politiques pour faire avancer l'idée, et ils ont invité Richard Stallman à participer à l'ouverture de cette rue.
Finalement, le conseil municipal de Berga adopte la résolution de nommer Carrer del Programari Lliure (traduction catalane de « rue du Logiciel-Libre ») a une rue de la cité.
Le 3 juillet 2010 à 20 h 10, le maire de Berga M. Juli Gendrau et Richard Stallman ont inauguré cette rue.
Le cadre extérieur de la pancarte (cf. image à droite) est décoré de logos GNOME.